# Albareto
Albareto este o comună cu 2.249 de locuitori din provincia Parma, Italia, situată la aproximativ 130 km vest de Bologna și 60 km sud-vest de orașul Parma.
Comuna Albareto are în administrație următoarele sate: Bertorella, Boschetto, Buzzò, Cacciarasca, Campi, Case Bozzini, Case Mazzetta, Case Mirani, Caselle, Codogno, Folta, Gotra, Il Costello, Lazzarè, Le Moie, Montegroppo, Pieve di Campi, Pistoi, Ponte Scodellino, Roncole, San Quirico, Spallavera, Squarci și Torre.

## Demografie
Albareto - evoluția demografică

|  | Graficele sunt indisponibile din cauza unor probleme tehnice. Mai multe informații se găsesc la Phabricator și la wiki-ul MediaWiki. |

Date: Recensăminte sau birourile de statistică - grafică realizată de Wikipedia